# Belorado
Belorado település Spanyolországban, Burgos tartományban. Belorado Bañuelos de Bureba, Briviesca, Quintanilla San García, Cerezo de Río Tirón, Fresno de Río Tirón, Redecilla del Campo, Fresneña, Bascuñana, Viloria de Rioja, Villarta-Quintana, Valgañón, Fresneda de la Sierra Tirón, San Vicente del Valle, Villagalijo, Rábanos, Villafranca Montes de Oca, Villambistia, Tosantos, Valle de Oca és Carrias községekkel határos. Lakosainak száma 1834 fő (2024).

## Népesség
A település lakosságának változását az alábbi diagram mutatja:
| Lakosok száma | 2081 | 2109 | 2157 | 2172 | 2140 | 2010 | 1911 | 1781 | 1754 | 1834 |
|               | 2001 | 2004 | 2006 | 2009 | 2011 | 2014 | 2016 | 2019 | 2021 | 2024 |